# S/2000 (1998 WW31) 1
S/2000 (1998 WW31) 1是海王星外天體1998 WW31的衛星。它是在2001年4月被Christian Veillet和Alain Doressoundiram在2000年12月21日和22日拍攝的影像中發現的。使用先前由其他的觀測者獲得的影像確認是雙星，並有助於弄清楚它們的軌道。這是發現的第一個聯星的古柏帶天體 (KBO)。